# Canottaggio ai Giochi della XIV Olimpiade - Otto maschile
La competizione dell'otto maschile dei Giochi della XIV Olimpiade si è svolta dal 5 al 9 agosto 1948 al bacino del Royal Regatta a Henley-on-Thames.

## Risultati

### Batterie
Si sono disputate il 5 agosto. I vincitori alle semifinali, i restanti ai recuperi.
| Pos. | Nazione       | Atleti | Tempo  |
| ---- | ------------- | --- | ------ |
| 1    | Gran Bretagna | Chris Barton, Michael Lapage Guy Richardson, Paul Bircher Paul Massey, Charles Lloyd John Meyrick, Alfred Mellows Tim: Jack Dearlove                  | 6'05"3 |
| 2    | Norvegia      | Kristoffer Lepsøe, Torstein Kråkenes Hans Egill Hansen, Halfdan Gran-Olsen Harald Kråkenes, Leif Næss Thor Pedersen, Carl Monssen Tim: Sigurd Monssen | 6'08"2 |
| 3    | Danimarca     | Charles Willumsen, Ib Nielsen Niels Rasmussen, Gerhardt Sørensen Jarl Emcken, Poul Korup Børge Hougaard Petersen, Holger Larsen Tim: Niels Wamberg    | 6'17"6 |

| Pos. | Nazione   | Atleti | Tempo  |
| ---- | --------- | --- | ------ |
| 1    | Italia    | Angelo Fioretti, Mario Acchini Fortunato Maninetti, Bonifacio De Bortoli Enrico Ruberti, Pietro Sessa Ezio Acchini, Luigi Gandini Tim: Alessandro Bardelli | 6'03"8 |
| 2    | Svizzera  | Otto Burri, Fredy Schultheiss Franz Starkl, Hans Schultheiss Arnold Amstutz, Moritz Grand Peter Gübeli, Eugen Vollmar Tim: Otto Vonlaufen                  | 6'06"9 |
| 3    | Argentina | Luis Pechenino, Juan Antonio Aichino Rubén Cabral, Christian Bove Enrique Lingenfelder, Carlos Amado Pascual Batista, Mario Guerci Tim: Manuel Fernández   | 6'10"5 |

| Pos. | Nazione    | Atleti | Tempo  |
| ---- | ---------- | --- | ------ |
| 1    | Canada     | Peter Green, Robert Christmas Arthur Griffiths, Alfred Stefani Marvin Hammond, John Michael Zwierewich William McConnell, Ronald Cameron Tim: Walter Robertson | 6'07"2 |
| 2    | Portogallo | Felisberto Fortes, Albino Simões Neto Carlos Roque, João de Sousa João Alberto Lemos, Carlos da Benta José Machado, Ricardo da Benta Tim: Luís Machado         | 6'10"5 |
| 3    | Irlanda    | Patrick Dooley, Robin Tamplin Patrick Harold, Brendan McDonnell David Daniel Taylor, Joe Hanly Morgan McElligott, Thomas Dowdall Tim: Denis Sugrue             | 6'30"6 |

| Pos. | Nazione     | Atleti | Tempo  |
| ---- | ----------- | --- | ------ |
| 1    | Stati Uniti | Ian Turner, David Turner James Hardy, George Ahlgren Lloyd Butler, David Brown Justus Smith, John Stack Tim: Ralph Purchase                       | 5'59"1 |
| 2    | Jugoslavia  | Mile Petrović, Sreta Novičić Sveto Drenovac, Branko Becić Ivo Talismanić, Karlo Pavlenč Slobodan Jovanović, Bogdan Sirotanović Tim: Predrag Sarić | 6'16"2 |
| 3    | Francia     | Pierre Faveau, Pierre Sauvestre Alphonse Bouton, Édouard Aschehoug Jean Bocahut, René Boucher Pierre Clergerie, Roger Lebranchu Tim: Robert Léon  | 6'18"1 |

### Recuperi
Si sono disputati il 6 agosto. I vincitori alle semifinali.
| Pos. | Nazione    | Atleti | Tempo  |
| ---- | ---------- | --- | ------ |
| 1    | Portogallo | Felisberto Fortes, Albino Simões Neto Carlos Roque, João de Sousa João Alberto Lemos, Carlos da Benta José Machado, Ricardo da Benta Tim: Luís Machado   | 6'11"3 |
| 2    | Argentina  | Luis Pechenino, Juan Antonio Aichino Rubén Cabral, Christian Bove Enrique Lingenfelder, Carlos Amado Pascual Batista, Mario Guerci Tim: Manuel Fernández | 6'12"6 |
| 3    | Jugoslavia | Mile Petrović, Sreta Novičić Sveto Drenovac, Branko Becić Ivo Talismanić, Karlo Pavlenč Slobodan Jovanović, Bogdan Sirotanović Tim: Predrag Sarić        | 6'19"1 |

| Pos. | Nazione   | Atleti | Tempo  |
| ---- | --------- | --- | ------ |
| 1    | Svizzera  | Otto Burri, Fredy Schultheiss Franz Starkl, Hans Schultheiss Arnold Amstutz, Moritz Grand Peter Gübeli, Eugen Vollmar Tim: Otto Vonlaufen          | 6'07"3 |
| 2    | Danimarca | Charles Willumsen, Ib Nielsen Niels Rasmussen, Gerhardt Sørensen Jarl Emcken, Poul Korup Børge Hougaard Petersen, Holger Larsen Tim: Niels Wamberg | 6'09"4 |
| -    | Francia   | - | NP     |

| Pos. | Nazione  | Atleti | Tempo  |
| ---- | -------- | --- | ------ |
| 1    | Norvegia | Kristoffer Lepsøe, Torstein Kråkenes Hans Egill Hansen, Halfdan Gran-Olsen Harald Kråkenes, Leif Næss Thor Pedersen, Carl Monssen Tim: Sigurd Monssen | 6'12"5 |
| 2    | Irlanda  | Patrick Dooley, Robin Tamplin Patrick Harold, Brendan McDonnell David Daniel Taylor, Joe Hanly Morgan McElligott, Thomas Dowdall Tim: Denis Sugrue    | 6'32"5 |

### Semifinali
Si sono disputate il 7 agosto. I vincitori in finale.
| Pos. | Nazione     | Atleti | Tempo  |
| ---- | ----------- | --- | ------ |
| 1    | Stati Uniti | Ian Turner, David Turner James Hardy, George Ahlgren Lloyd Butler, David Brown Justus Smith, John Stack Tim: Ralph Purchase                                | 6'36"5 |
| 2    | Italia      | Angelo Fioretti, Mario Acchini Fortunato Maninetti, Bonifacio De Bortoli Enrico Ruberti, Pietro Sessa Ezio Acchini, Luigi Gandini Tim: Alessandro Bardelli | 6'52"7 |
| 3    | Svizzera    | Otto Burri, Fredy Schultheiss Franz Starkl, Hans Schultheiss Arnold Amstutz, Moritz Grand Peter Gübeli, Eugen Vollmar Tim: Otto Vonlaufen                  | 7'03"0 |

| Pos. | Nazione       | Atleti | Tempo  |
| ---- | ------------- | --- | ------ |
| 1    | Gran Bretagna | Chris Barton, Michael Lapage Guy Richardson, Paul Bircher Paul Massey, Charles Lloyd John Meyrick, Alfred Mellows Tim: Jack Dearlove                           | 7'38"1 |
| 2    | Canada        | Peter Green, Robert Christmas Arthur Griffiths, Alfred Stefani Marvin Hammond, John Michael Zwierewich William McConnell, Ronald Cameron Tim: Walter Robertson | 7'41"1 |

| Pos. | Nazione    | Atleti | Tempo  |
| ---- | ---------- | --- | ------ |
| 1    | Norvegia   | Kristoffer Lepsøe, Torstein Kråkenes Hans Egill Hansen, Halfdan Gran-Olsen Harald Kråkenes, Leif Næss Thor Pedersen, Carl Monssen Tim: Sigurd Monssen  | 6'43"9 |
| 2    | Portogallo | Felisberto Fortes, Albino Simões Neto Carlos Roque, João de Sousa João Alberto Lemos, Carlos da Benta José Machado, Ricardo da Benta Tim: Luís Machado | 6'49"9 |

### Finale
Si è disputata il 9 agosto.
| Pos.    | Nazione       | Atleti | Tempo  |
| ------- | ------------- | --- | ------ |
| Oro     | Stati Uniti   | Ian Turner, David Turner James Hardy, George Ahlgren Lloyd Butler, David Brown Justus Smith, John Stack Tim: Ralph Purchase                           | 5'56"7 |
| Argento | Gran Bretagna | Chris Barton, Michael Lapage Guy Richardson, Paul Bircher Paul Massey, Charles Lloyd John Meyrick, Alfred Mellows Tim: Jack Dearlove                  | 6'06"9 |
| Bronzo  | Norvegia      | Kristoffer Lepsøe, Torstein Kråkenes Hans Egill Hansen, Halfdan Gran-Olsen Harald Kråkenes, Leif Næss Thor Pedersen, Carl Monssen Tim: Sigurd Monssen | 6'10"3 |